# Curació del sord-mut de Decàpolis
La curació del sord-mut de Decàpolis és un dels miracles de Jesús narrat a l'evangeli segons Marc (Marc 7:31-37) i correspon al segon període del seu ministeri. És l'únic fragment que apareix a Marc i no a d'altres evangelis canònics.

## Narració
Jesús es trobà amb un home sord que gairebé no podia parlar. Escupí a la seva mà i tocà les orelles de l'home, manant-les que s'obrissin. A l'instant, l'altre va començar a parlar perfectament i a sentir tot el que es deia, davant la meravella dels allà reunits.

## Interpretació
Aquest és un dels miracles de guariment, els més nombrosos practicats per Jesús. Com en altres ocasions, és a través de la seva paraula que desapareix la malaltia, en aquest cas una discapacitat sensorial, però a diferència d'altres miracles, acompanya l'ordre d'un gest de tractament (tocar les orelles amb la saliva). És el quart passatge dels evangelis on un sord recupera la capacitat de sentir.
Malgrat que la guarició va acompanyada de certs gestos que es poden definir com a màgics, Jesús defuig l'espectacularitat i demana al públic que no expliqui el que ha passat (petició desatesa).